# General Grant Tree

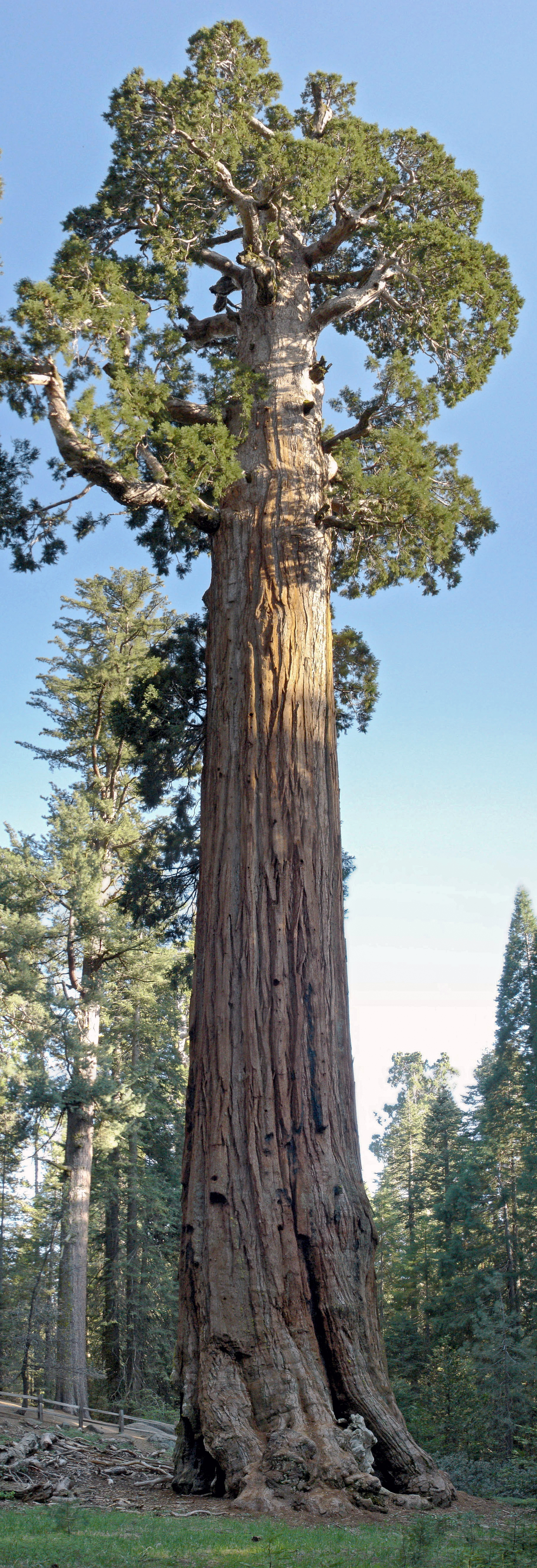
General Grant Tree im Sommer

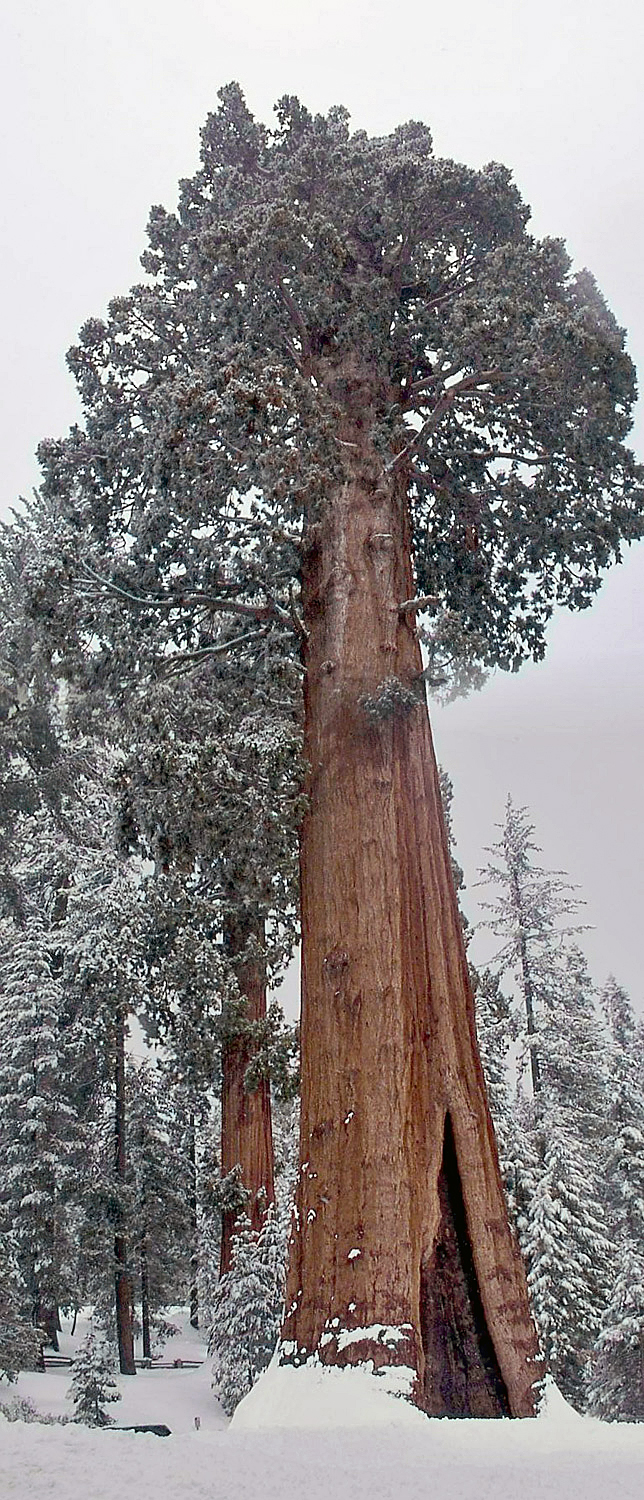
General Grant Tree im Winter

Der General Grant Tree ist der zweitgrößte lebende Baum der Erde. Er ist ein etwa 1500 bis 1900 Jahre alter Berg- oder Riesenmammutbaum (Sequoiadendron giganteum) und steht im Grant Grove des Kings Canyon National Parks im US-Bundesstaat Kalifornien. Der Baum wurde 1862 von Joseph Hardin Thomas entdeckt und 1867 von Lucretia Baker nach dem Bürgerkriegsgeneral Ulysses S. Grant benannt, der später auch der 18. Präsident (1869–1877) der USA wurde. US-Präsident Calvin Coolidge erklärte den General Grant Tree am 28. April 1926 zum „Nation’s Christmas Tree“. Präsident Dwight D. Eisenhower erklärte ihn 1956 zu einer nationalen Gedenkstätte (National Shrine).

## Ausmaße
Mit einem Stammvolumen von rund 1320 Kubikmetern (46.608 cft) ist der General Grant Tree der zweitgrößte Baum der Erde nach dem General Sherman Tree. Der Washington Tree, der lange Zeit den zweiten Platz der Größenliste in Anspruch nahm, wurde durch ein Feuer im Jahr 2003 und durch Windbruch bei einer Serie von Stürmen im Jahr 2005 auf weniger als die halbe Höhe eingekürzt.
Der General Grant Tree hat eine Höhe von 81,1 Metern und einen Brusthöhendurchmesser (BHD) von 885 Zentimetern. Er ist damit der zweitstärkste Riesenmammutbaum nach dem Boole Tree, der einen BHD von 898 Zentimetern hat. Trotz des höheren Brusthöhendurchmessers und annähernd gleicher Höhe hat der General Grant Tree gegenüber dem General Sherman Tree ein geringeres Volumen, da er sich gerade im unteren Stammabschnitt stärker verschlankt als dieser. Neben den Riesenmammutbäumen gibt es allerdings Exemplare anderer Baumarten wie Küstenmammutbaum, Douglasie und Sitka-Fichte, die größere Höhen erreichen, aber weniger massereich sind.

## Weitere Baumriesen
- Markante und alte Baumexemplare
- Árbol del Tule
- Hyperion
- Stratosphere Giant